# Liste de concepts logiques
Cet article liste les principaux concepts logiques, au sens philosophique du terme, c'est-à-dire en logique générale (issue de la dialectique).
Nota : La logique comporte aussi des branches en mathématiques et en informatique. Ces branches de la logique utilisent des concepts souvent différents comme les prédicats : axiome, théorème hypothèse, conjonction, disjonction, déduction naturelle...
Pour plus d'informations sur ces concepts, consulter les articles : Logique mathématique, logique classique. En logique générale, on admet les énoncés probables. L'induction a un sens en logique générale, elle n'a pas de sens en logique mathématique.
- Abduction : ce type d'inférence a été imaginé par Peirce (pragmatisme)
- Analogie
- Aporie
- Argument
- Axiome
- Cohérence
- Contradiction
- Contraposée
- Déduction
- Déduction logique
- Démonstration
- Doxa, opinion confuse chez Parménide, par opposition à l'Être
- Hypothèse
- Induction
- Induction logique
- Inférence ; elle peut avoir plusieurs types : déduction, induction ; Peirce (pragmatisme) imagine aussi l'abduction
- Intuition
- Logique fallacieuse ou sophisme
- Objet
- Paralogisme
- Paradoxe
- Prémisse
- Proposition
- Proposition (mathématiques) en logique mathématique
- Raisonnement par l'absurde
- Sophisme
- Sujet
- Syllogisme
  - Syllogisme logique
  - Syllogisme dialectique
  - Syllogisme sophistique, ou sophisme
- Théorie
- Vérité